# Pieces of Nothing
Pieces of Nothing è il primo EP registrato dalla band Alternative Metal texana Drowning Pool. Contiene 6 brani in tutto, e 5 sono ibridi di altrettanti 5 brani contenuti in Sinner, ovvero Bodies, Tear Away, I Am, Told You So e Follow. L'unica canzone che si differenzia dalle altre e non ha mai avuto revisioni è Less Than Zero. L'album è stato registrato con Dave Williams come vocalist; per lui, il penultimo lavoro con la band, prima della tragica morte avvenuta il 14 agosto 2002.

## Tracce
1. Tear Away – 4:32
2. Bodies – 3:46
3. I Am – 4:01
4. Told You So – 4:08
5. Follow – 3:36
6. Less Than Zero – 4:31